# Providence (série télévisée, 2005)
Pour les articles homonymes, voir Providence.
Providence est une série télévisée dramatique québécoise en 166 épisodes de 45 minutes créée par Chantal Cadieux, diffusée entre le 4 janvier 2005 et le 22 novembre 2011 sur Radio-Canada.

## Synopsis
Dans un village des Cantons de l'Est, Providence (village fictif des Cantons de l'Est), l'histoire de la famille Beauchamp et de son entreprise de fromagerie, dirigé par Édith Beauchamp, redoutable et solide femme d'affaires.
Portant sur quatre générations désormais, dans un décor champêtre, une saga familiale sur la succession et la prospérité.

## Distribution
- Monique Mercure : Édith Beauchamp
- Bernard Fortin : Pierre Lavoie
- Hugo Dubé : Bertrand Lavoie
- Patricia Tulasne : Isabelle Dagenais
- Sonia Vigneault : Hélèna Beauchamp
- Patrice Godin : Luc Lavoie
- Marie-Joanne Boucher : Marie-Ève Lavoie
- Luc Proulx : Laurent Lavoie
- Isabelle Vincent : Diane Bourgeois
- Patrick Hivon : Maxime Bélanger
- Ève Lemieux : Lili-Mai Lavoie
- Luis Oliva : Diego Dumais
- Marie-Hélène Thibault : Solange Lafleur
- Martine Francke : Micheline Lafleur
- Marie Turgeon : Julia Rathgeber
- Jérémy T. Gaudet : Napoléon Lavoie-Lafleur
- Maxime Tremblay : Antonin Lavoie
- Mathilde Lavigne : Audrey
- Sylvain Carrier : Louis Duranleau
- Maude Guérin : Valérie Chénard
- Jessica Malka : Kathleen Marchand
- Maxime Morin : Véronique Berthier
- Maxime Cournoyer : Bruno Bellavance
- Patrick Hivon : Maxime Bélanger
- Michel Dumont : Capitaine Lambert
- Sébastien Roberts : François Berthier (†)
- Pierre Curzi : Jean-Guy Bélanger (†)
- Nicolas Simard-Lafontaine : Jean-Guy Bélanger dans son enfance
- Benoît Girard : Robert Beauchamp
- Yan Rompré : Benoît Pilon
- Danièle Panneton : Monique Smith
- Claude Gagnon : Éliot Bourgeois
- France Parent : Manon
- Valérie Descheneaux : Emmanuelle
- Nathalie Breuer : Anne Daviau
- Josée Guindon : France Renaud
- Sabel Dos Santos : Fatima Macedo
- Alex Vallée : Samuel Chénard-Poulin
- Suzanne Garceau : Lucille Champagne
- Dino Tavarone : Mauro Santorelli
- Françoise Graton : Gisèle Lemieux
- Julien Adam : Christophe
- Daniel Marcoux : Bernard
- James-Alexis Moquin : William Duranleau (†)

## Fiche technique
- Auteure : Chantal Cadieux
- Producteur : Jocelyn Deschênes
- Réalisateurs :  Régent Bourque et Anne Sénécal
- Assistants réalisateurs : Kristine Marsolais
- Réalisateur-coordonnateur : Régent Bourque
- Scénario et dialogues : Chantal Cadieux
- Collaboration aux dialogues : François Boulay & Patrick Lowe
- Scripte-éditrice : Sylvie Denis
- Musique originale : Mark Giannetti
- Montage : Elsa Houde & Sandra Parenteau
- Assistant-montage: Émilie Desaulniers
- Coordonnatrice aux textes : Rose-Aimée Bergeron
- Direction photo : Louis Durocher
- Directeur artistique : Michel Marsolais
- Chef décoratrice : Francine Bélanger
- Créatrice des costumes : Josée Castonguay

## Prix
- 2006 : Prix Gémeaux[2],  meilleure interprétation féminine dans un rôle de soutien téléroman - Isabelle Vincent
- 2007 : Prix Gémeaux, meilleure réalisation téléroman - Régent Bourque
- 2007 : Prix Gémeaux, meilleure interprétation premier rôle féminin téléroman - Monique Mercure
- 2009 : Prix Gémeaux, meilleure interprétation premier rôle féminin téléroman - Monique Mercure
- 2009 : Prix Gémeaux, meilleure réalisation téléroman - Régent Bourque
- 2009 : Prix Gémeaux, meilleure interprétation rôle de soutien féminin téléroman - Maude Guérin